# Metropolitansko statističko područje
Metropolitansko statističko područje (eng. Metropolitan Statistical Area, MSA) u SAD je zemljopisno područje koje je u svojoj jezgri odnosno visoke gustoće stanovništva i bliskim gospodarstvenim svezama unutar područja. Takvi krajevi nisu niti zakonski definirane kao što bi bili uključeni grad ili mjesto, niti su zakonski definirane jedinice upravne podjele kao okruzi ili posebni entiteti poput savezne države. Kao takvima točna definicija metropolitanskog područja varira od izvora do izvora. U SAD i Portoriku Ured SAD za upravljanje i proračun (OMB) je definirao 389 metropolitanskih statističkih područja, 389 za SAD i 7 za Portoriko.
OMB definira metropolitansko statističko područje kao jedno ili više neposredno susjednih okruga ili ekvivalenata okruga s najmanje jednom urbanog jezgrenog područja u kojemu je najmanje 50.000 stanovnika i uz neposredni susjedni teritorij koji je visoka stupnja društvene i gospodarstvene integracije s jezgrom mjereno svezama komutiranja.
Kombinirano statističko područje (Combined Statistical Area, CSA) može biti dio.

## Vanjske poveznice
- (eng.) US Census Metropolitan Statistical Area Delineations
- (eng.) United States Government
  - (eng.) United States Census Bureau
    - Popis stanovništva u SAD 2010.
    - (eng.) USCB population estimates

  - (eng.) United States Office of Management and Budget